# Rogowiec bałtycki
Rogowiec bałtycki (Limecola balthica, Macoma balthica L.) – gatunek małża z rodziny rogowcowatych (Tellinidae). 
Żyje głównie w strefie brzegowej, w miękkim podłożu, w powierzchniowej warstwie dna, na głębokości do 40 m. Skorupka gładka, jedynie z delikatnymi, współśrodkowymi pierścieniami przyrostu. Łatwo traci beżową warstwę konchiolinową i wtedy pod spodem ukazuje się warstwa wapienna, zwłaszcza w starszej części, zabarwiona na wiśniowy lub żółty kolor. Połączenie połówek muszli czarne. Skorupka z jednej strony owalna z drugiej bardziej zaostrzona (górny brzeg jest stromo pochylony). Długość 15–25 mm, szerokość do 16 mm, grubość ok. 10 mm. 
Małż żyje stosunkowo blisko brzegu, stąd jego muszle często wyrzucane są na brzeg. W Bałtyku żyje do 12 lat. Stanowi ważny składnik pożywienia płastug.

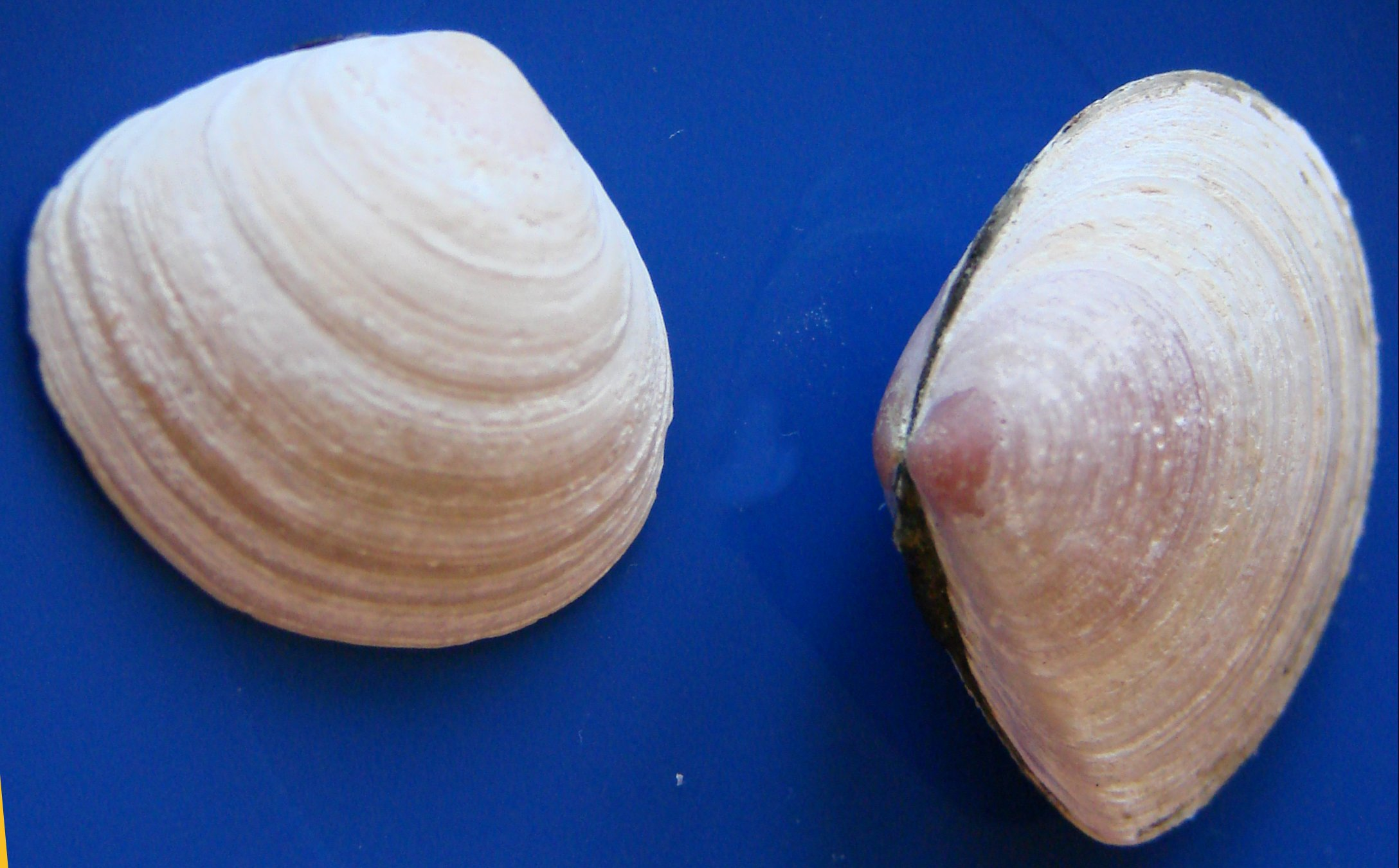
Muszle
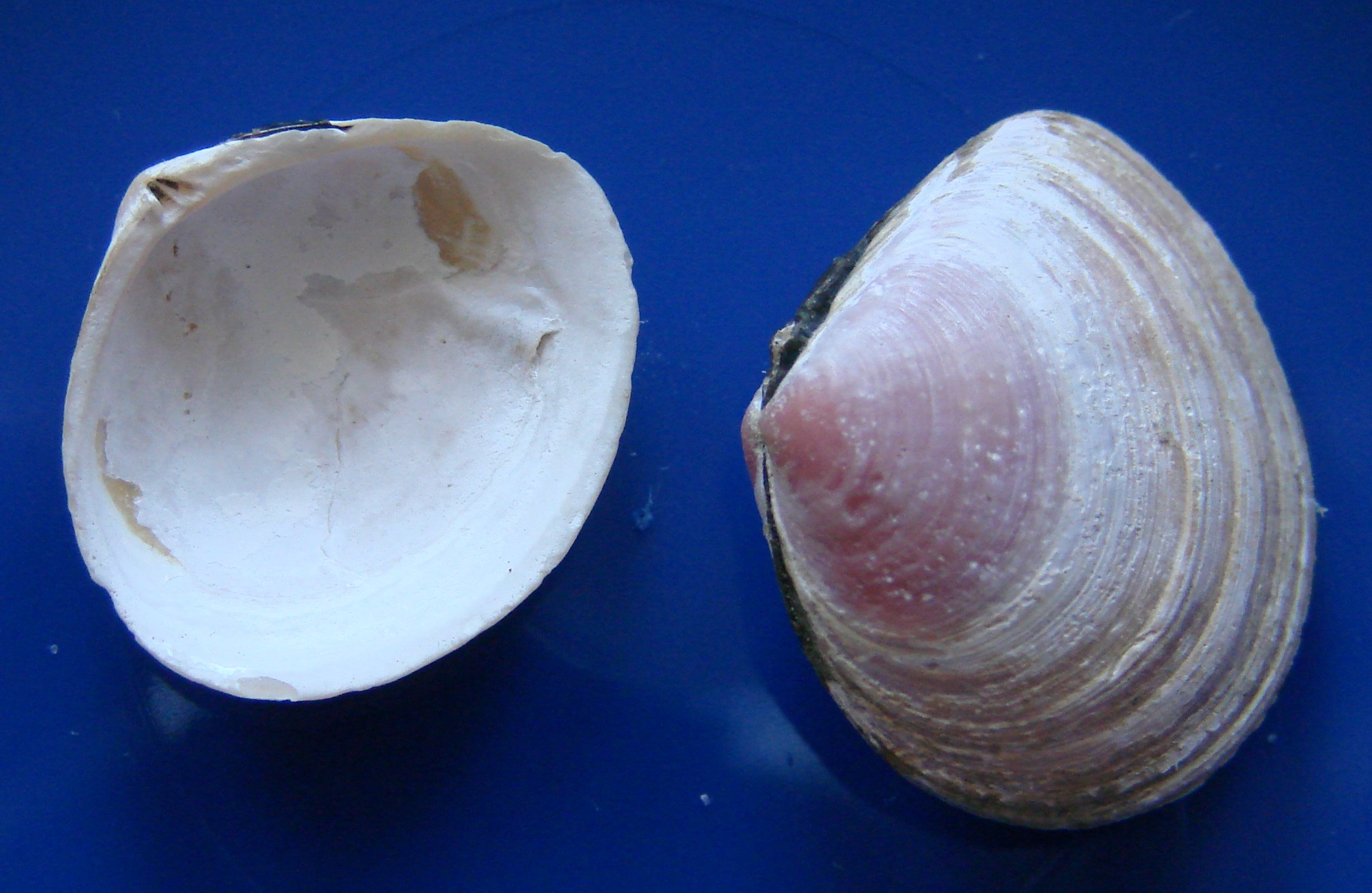
Muszle
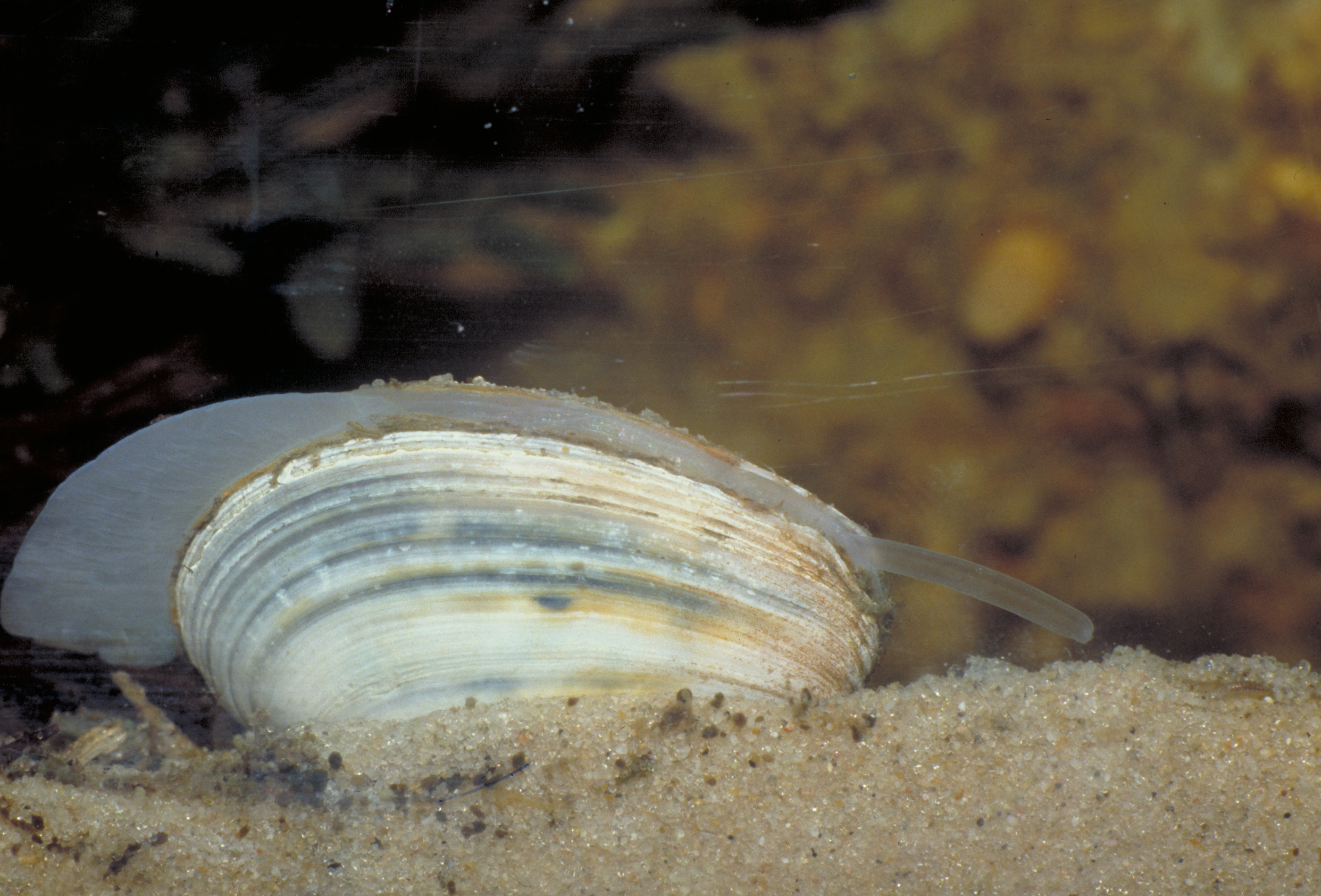